# Ordine della famiglia reale di re Olav V
L'ordine della famiglia reale di re Olav V era un ordine conferito come segno di stima personale ai membri femminili della famiglia reale norvegese, ed eccezionalmente a donne esterne alla famiglia reale, da parte di re Olav V.

## Storia
L'ordine venne istituito nel 1958 ad un anno di distanza dall'ascesa di re Olav V al trono norvegese. L'ordine terminò di essere concesso con la morte del sovrano norvegese nel 1991.

## Insegne
L'ordine si presenta come un ritratto di re Olav V in vesti ufficiali realizzato su avorio circondato da una cornice in argento, diamanti e rubini.
Il nastro, è quello detto di Sant'Olav, ovvero rosso con una striscia bianca-blu-bianca per parte.

## Elenco degli insigniti
- Sonja Haraldsen, nuora di re Olav V, poi regina consorte di Norvegia, moglie di re Harald V
- Marta Luisa di Norvegia, nipote di re Olav V
- Ragnhild di Norvegia, figlia di re Olav V
- Astrid di Norvegia, figlia di re Olav V
- Ingegjerd Stuart, moglie di Robert D. Stuart, ambasciatore statunitense in Norvegia